# Helen Sawyer Hogg
 Helen Battless Sawyer Hogg (1 de agosto de 1905 - 28 de enero de 1993) fue una astrónoma pionera en la investigación de cúmulos globulares y estrellas variables. Fue la primera mujer en presidir varias organizaciones astronómicas y una científica notable en una época en la que muchas universidades todavía no otorgaban grados académicos a las mujeres.
Su actividad investigadora y en publicaciones científicas incluye columnas de Astronomía en el Toronto Star ("Con las Estrellas", 1951–81) y el Diario de la Real Sociedad Astronómica de Canadá ("Out of Old Books", 1946-65). Fue considerada una "gran científica y una persona amable" a lo largo de toda su carrera de sesenta años de duración.  Estuvo casada con el también destacado astrónomo Frank Scott Hogg.

## Primeros años de vida
Helen nació en Lowell, Massachusetts, el 1 de agosto de 1905, siendo la segunda hija del banquero Edward Everett Sawyer y su esposa Carrier Sprague Sawyer, que anteriormente había sido maestra de escuela. Dotada de un gran talento académico, Helen se graduó en el instituto de Lowell a la edad de 15 años, pero decidió permanecer allí un año más antes de asistir al Mount Holyoke College en 1922.

## Educación
Después de graduarse de la escuela secundaria, Helen se inscribió en el Mount Holyoke College. A pesar de haber casi completado un título de química, cambió su especialización en química por la astronomía después de asistir a las clases de iniciación a la astronomía de la doctora Anne Sewell Young en 1925.
En enero de 1925,  Sewell llevó a su clase para ver un eclipse total de sol, y un año más tarde Annie Jump Cannon, una astrónoma que trabajaba en la Universidad de Harvard, fue a visitar el College. Helen rememoró mucho después estas experiencias como los momentos definitorios que llevaron su carrera a dedicarse al estudio de las estrellas. En 1926 completó su licenciatura en astronomía, graduándose con honores.
Después de graduarse en la Mount Holyoke, recibió una beca para estudios de postgrado en el Observatorio del Harvard College en el otoño de 1926 con la ayuda de Annie Jump Cannon. Una vez en Harvard, Helen trabajó con el Dr. Harlow Shapley, director del grado superior de astronomía. A raíz de las expectativas y de la ética del trabajo del Shapley, Helen hubo de trabajar intensamente, con largas horas midiendo el tamaño y el brillo de cúmulos globulares, publicado diversos trabajos. Recibió su maestría en 1928 y su doctorado en 1931, ambos del Radcliffe College, dado que Harvard se negaba a otorgar maestrías en ciencia a las mujeres en aquella época.
Gracias a sus importantes avances en astronomía, Helen recibió doctorados honorarios de seis universidades canadienses y estadounidenses, incluyendo el Mount Holyoke College y la Universidad de Toronto.

## Trabajo científico
Al completar su grado doctoral, Helen enseñó astronomía en Mount Holyoke y en el Smith College. Después de graduarse, se trasladó a Victoria, British Columbia, donde inició una investigación en el Observatorio Astrofísico Dominion. Comenzó a tomar fotografías de estrellas variables en el telescopio reflector de 72 pulgadas (183 cm), catalogando los cambios cíclicos en el brillo de las estrellas variables. Con este instrumento, localizó 132 nuevas estrellas variables en el cúmulo globular Messier 2, publicando este trabajo en catálogos astronómicos que todavía se continúan utilizando muchos años después. En particular, alcanzó este logro trabajando como asistente voluntaria de su marido, ya que el Observatorio Astrofísico Dominion no le ofreció un empleo.
En 1935 Helen se trasladó a la Universidad de Toronto, después de que su esposo recibió una oferta para trabajar en el Observatorio David Dunlap. Durante su primer año allí, Helen continuó su trabajo de fotografiar cúmulos globulares, acumulando miles de fotografías que utilizó para identificar miles de estrellas variables. Publicó el Catálogo de 1116 estrellas variables en cúmulos globulares en 1939, el primero de tres catálogos que completó, con un cuarto sin finalizar en el momento de su muerte.
Además de su trabajo sobre estrellas variables en cúmulos globulares, Helen utilizó la relación periodo-luminosidad de las estrellas Cefeidas variables (fenómeno descubierto por Henrietta Swan Leavitt en 1908) para mejorar la comprensión de la edad, el tamaño y la estructura de la galaxia Vía Láctea.
Durante la década de 1930, Helen se convirtió en una de las primeras astrónomas en el mundo en realizar viajes de trabajo para avanzar en su investigación, dado que los cúmulos globulares que estaba observando se ven mejor desde el hemisferio sur.
De 1939-1941, Helen volvió a América para servir como Presidenta de la "Asociación Americana de Observadores de Estrellas Variables" (1939–1941) y como Presidenta interina del Departamento de Astronomía de Mount Holyoke (1940–1941). Al regresar al Observatorio David Dunlap, participó en la enseñanza práctica en la Universidad de Toronto, en gran parte como resultado de la falta de personal masculino provocada por la  la Segunda Guerra Mundial. Conservando su posición después de que los hombres volvieron de la guerra, fue nombrada profesora en 1951, profesora asociada en 1955, catedrática en 1957 y profesora Emérita en 1976 hasta su retiro. A lo largo de su carrera, Helen publicó más de 200 artículos, y era una autoridad destacada en astronomía.

## Cargos; y promoción y divulgación científica
No limitándose solo a publicar los trabajos sobre su especialidad astronómica (estrellas variables en cúmulos globulares), también escribió sobre la historia de la astronomía a través de su columna "Out of Old Books" (De libros antiguos), publicada en el diario de la Real Sociedad Astronómica de Canadá. Así mismo, fue muy popular durante los años 30 su columna semanal "Con las estrellas", publicada en el Toronto Star. Además, Helen popularizó la astronomía con su libro "The Stars Belong to Everyone" (Las estrellas pertenecen a todo el mundo) en 1976; una serie de televisión educativa canadiense en 1970; y su papel como Presidenta y fundadora de la Sociedad Astronómica Canadiense, apoyando activamente a las mujeres para que se dedicasen a la ciencia.
Helen presidió varias organizaciones astronómicas y científicas canadienses; y perteneció a la Junta de directores de la compañía de teléfonos Bell de Canadá de 1968 a 1978. Fue así mismo directora del programa de Astronomía de la National Science Foundation y desde este puesto "contribuyó a determinar el mejor emplazamiento para el Observatorio Nacional de Radioastronomía y para el Observatorio Nacional de Kitt Peak" en 1955. En 1960 se convirtió en la primera mujer "Presidenta de la sección de ciencias físicas de la Real Sociedad de Canadá", así como en "la primera presidenta del Real Instituto Canadiense" (1964–1965).

## Vida personal
Helen se casó con su compañero de estudios en Harvard, el también astrónomo Frank Scott Hogg, en 1930. Los dos se trasladaron en 1931 a Victoria, British Columbia, donde dio a luz a la hija de la pareja, Sally, nacida en junio de 1932. Felizmente, Helen fue capaz de atender a su hija y de continuar su trabajo de observación, llevándola a dormir al Observatorio por la noche en una cesta. El Director del Observatorio, el Dr. J.S. Plaskett, también fue un apoyo para Helen, facilitándola una beca de investigación de 200 dólares, que gastó en contratar a una asistenta doméstica a tiempo completo durante un año entero para posibilitar su trabajo de investigación.
En 1935, la pareja se trasladó a Ontario para trabajar en el  Observatorio David Dunlap de la Universidad de Toronto, donde nació el segundo hijo de la pareja, David, en enero de 1936, seguido pronto por un tercer hermano, James, nacido en septiembre de 1937. Frank murió en 1951 de un infarto, y Helen asumió muchas de sus responsabilidades profesionales además de criar a sus tres hijos.
En 1985, Helen se casó con F.E.L. Priestley, un colega y profesor emérito de inglés en la Universidad de Toronto, que murió en 1988.
Helen murió de un ataque cardíaco el 28 de enero de 1993, en Richmond Hill, Ontario.

## Reconocimientos y honores
Premios

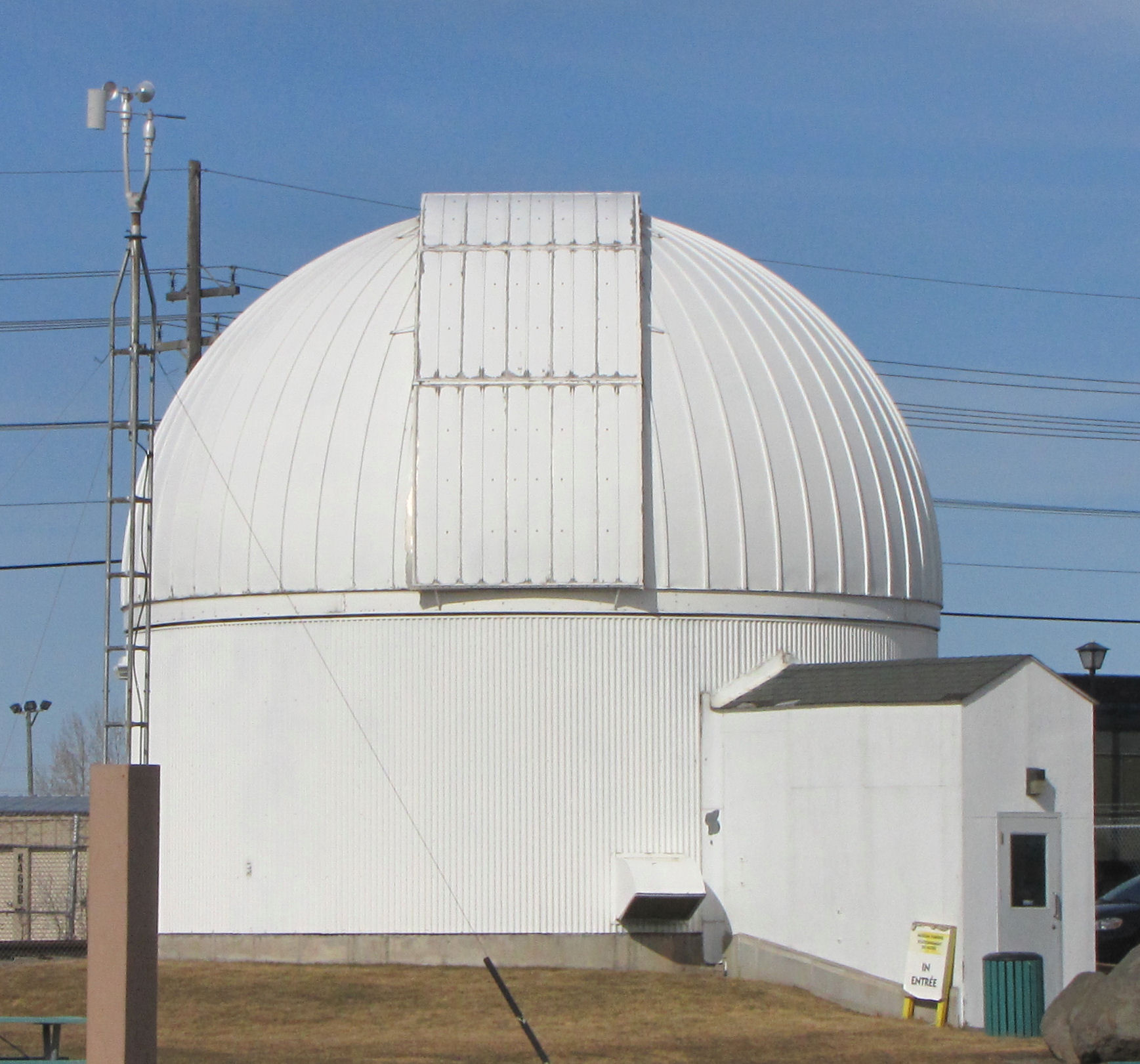
Observatorio "Helen Sawyer Hogg"

- Premio Annie J. Cannon Award en Astronomía de la sociedad astronómica americana en 1950.[8]
- Premio Klumpke-Roberts de la sociedad astronómica del Pacífico en 1984.[4]
- Premio Sandford Fleming del Real Instituto Canadiense en 1985.[9]
- Medalla de plata de la Sociedad Astronómica Rittenhouse en 1967.[7]
- Medalla del Centenario de Canadá en 1967.

Honores y dedicatorias
- Nombrada Oficial de la Orden del Canadá en 1968, y promovida a Comendadora en 1976 (considerado uno de los más altos honores de la nación).[3][10]
- El asteroide (2917) Sawyer Hogg recibió su nombre.[8]
- El Museo Nacional de la Ciencia en Ottawa, Ontario, está dedicado a Helen, así como el telescopio de la Universidad de Toronto en su Observatorio de la Universidad del Sur en Chile.[4]